# Compsapoderus
Compsapoderus es un género de coleópteros curculionoideos de la familia Attelabidae. Voss describió el género en 1927 como subgénero de Apoderus; la especie tipo es Attelabus erythropterus (Gmelin, 1790). Esta es la lista de especies que lo componen:
- Compsapoderus continentalis
- Compsapoderus dimidiatus
- Compsapoderus dispar
- Compsapoderus erythrogaster
- Compsapoderus foveipennis
- Compsapoderus geminus
- Compsapoderus minimus
- Compsapoderus mushanus